# Campionati mondiali di sollevamento pesi 2024 - 81 kg maschile
Le gare di sollevamento pesi della categoria fino a 81 kg maschile — pesi medi — dei campionati mondiali del 2024 si sono svolte dal 9 al 10 dicembre 2024 a Manama presso il Weightlifting Marquee Venue.

## Programma
L'orario indicato corrisponde a quello bahreinita (UTC+03:00)
| Data             | Orario | Evento   |
| ---------------- | ------ | -------- |
| 9 dicembre 2024  | 10:00  | Gruppo C |
| 10 dicembre 2024 | 12:30  | Gruppo B |
| 10 dicembre 2024 | 17:30  | Gruppo A |

## Medagliati
Per ciascun esercizio, i primi tre classificati sono i seguenti:
| Esercizio | Oro           | Oro    | Argento                    | Argento | Bronzo                     | Bronzo |
| --------- | ------------- | ------ | -------------------------- | ------- | -------------------------- | ------ |
| Strappo   | Ri Chong-song | 166 kg | Mukhammadkodir Toshtemirov | 165 kg  | Aleksej Čurkin             | 164 kg |
| Slancio   | Ri Chong-song | 205 kg | Aleksej Čurkin             | 204 kg  | Son Hyeon-ho               | 197 kg |
| Totale    | Ri Chong-song | 371 kg | Aleksej Čurkin             | 368 kg  | Mukhammadkodir Toshtemirov | 355 kg |

## Record
Prima di questa competizione, i record mondiali esistenti erano i seguenti:
| Record mondiale | Strappo | Li Dayin              | 175 kg | Tashkent, Uzbekistan | 21 aprile 2021    |
| Record mondiale | Slancio | Rahmat Erwin Abdullah | 209 kg | Riad, Arabia Saudita | 11 settembre 2023 |
| Record mondiale | Totale  | Lü Xiaojun            | 378 kg | Pattaya, Thailandia  | 22 settembre 2019 |

## Risultati
| Pos. | Atleta                           | Gr. | Peso atleta | Strappo (kg) | Strappo (kg) | Strappo (kg) | Strappo (kg) | Slancio (kg) | Slancio (kg) | Slancio (kg) | Slancio (kg) | Totale   |
| Pos. | Atleta                           | Gr. | Peso atleta | 1            | 2            | 3            | Pos.         | 1            | 2            | 3            | Pos.         | Totale   |
| ---- | -------------------------------- | --- | ----------- | ------------ | ------------ | ------------ | ------------ | ------------ | ------------ | ------------ | ------------ | -------- |
|      | Ri Chong-song (PRK)              | A   | 78.60       | 161          | 161          | 166          |              | 201          | 201          | 205          |              | 371      |
|      | Aleksej Čurkin (KAZ)             | A   | 81.00       | 155          | 160          | 164          |              | 195          | 200          | 204          |              | 368      |
|      | Mukhammadkodir Toshtemirov (UZB) | A   | 80.64       | 161          | 161          | 165          |              | 190          | 190          | 195          | 9            | 355      |
| 4    | Son Hyeon-ho (KOR)               | A   | 80.70       | 151          | 155          | 158          | 7            | 195          | 197          | 202          |              | 352      |
| 5    | Alexandr Uvarov (KAZ)            | A   | 81.00       | 155          | 160          | 163          | 4            | 191          | 196          | 196          | 7            | 351      |
| 6    | Kwon Dae-hee (KOR)               | A   | 81.00       | 150          | 155          | 155          | 8            | 195          | 196          | 196          | 5            | 351      |
| 7    | Rahmat Erwin Abdullah (INA)      | B   | 75.92       | 147          | 154          | —            | 9            | 193          | 200          | 202          | 6            | 347      |
| 8    | Gaýgysyz Töräýew (TKM)           | A   | 80.54       | 148          | 148          | 152          | 15           | 190          | 196          | 198          | 4            | 344      |
| 9    | Liu Xu (CHN)                     | A   | 80.84       | 158          | 158          | 158          | 5            | 185          | 190          | 190          | 12           | 343      |
| 10   | Rakuei Azuma (JPN)               | B   | 80.82       | 141          | 146          | 150          | 12           | 184          | 190          | 194          | 8            | 340      |
| 11   | Vadzim Likharad (AIN)            | B   | 80.40       | 150          | 155          | 155          | 6            | 181          | 185          | 185          | 16           | 336      |
| 12   | Gustavo Maldonado (COL)          | B   | 80.82       | 150          | 154          | 155          | 10           | 180          | 185          | 190          | 11           | 335      |
| 13   | Edward Ginnan (USA)              | B   | 80.98       | 142          | 146          | 150          | 13           | 182          | 183          | 184          | 14           | 334      |
| 14   | Reza Baghi Shamasbi (IRI)        | B   | 76.60       | 142          | 144          | 149          | 14           | 175          | 184          | 190          | 13           | 333      |
| 15   | Archil Malakmadze (GEO)          | B   | 80.98       | 146          | 150          | 154          | 11           | 174          | 175          | 181          | 19           | 331      |
| 16   | Kristi Ramadani (ALB)            | B   | 80.76       | 146          | 150          | 151          | 18           | 181          | —            | —            | 17           | 327      |
| 17   | Andrei Fralou (AIN)              | B   | 80.60       | 146          | 151          | 151          | 17           | 175          | 181          | 186          | 18           | 327      |
| 18   | Dmytro Kondratiuk (UKR)          | C   | 81.00       | 140          | 145          | 145          | 22           | 180          | 186          | 191          | 10           | 326      |
| 19   | Sebastián Cabala (SVK)           | B   | 80.38       | 145          | 145          | 150          | 21           | 180          | 183          | 184          | 20           | 325      |
| 20   | Samuel Guertin (CAN)             | C   | 80.20       | 140          | 140          | 145          | 20           | 172          | 172          | 178          | 21           | 323      |
| 21   | Huang Pin-hsun (TPE)             | C   | 81.00       | 140          | 140          | 145          | 24           | 175          | 183          | 190          | 15           | 323      |
| 22   | Mahmoud Al-Humayd (KSA)          | C   | 78.56       | 140          | 145          | 148          | 19           | 170          | 177          | 180          | 22           | 322      |
| 23   | Hmayak Misakyan (AUT)            | B   | 81.00       | 147          | 147          | 151          | 16           | 171          | 176          | 176          | 24           | 318      |
| 24   | Jon-antohein Phillips (RSA)      | C   | 78.52       | 118          | 123          | 128          | 26           | 158          | 163          | 168          | 25           | 291      |
| 25   | Adriel La O (WRT)                | C   | 80.88       | 125          | 130          | 134          | 25           | 160          | 165          | 165          | 26           | 290      |
| 26   | Rylee Borg (MLT)                 | C   | 80.56       | 114          | 118          | 121          | 28           | 145          | 150          | 153          | 27           | 274      |
| 27   | Nikola Todorović (CRO)           | C   | 78.96       | 115          | 119          | 122          | 27           | 146          | 151          | 154          | 28           | 273      |
| —    | Preston Powell (USA)             | C   | 81.00       | 140          | 145          | 145          | 23           | 175          | 175          | 175          | —            | —        |
| —    | Javier González (ESP)            | C   | 80.90       | 137          | 137          | 138          | —            | 170          | 175          | 180          | 23           | —        |
| —    | Erkand Qerimaj (ALB)             | B   | 80.94       | 155          | 155          | 156          | —            | —            | —            | —            | —            | —        |
| —    | Oscar Reyes (ITA)                | A   | 80.88       | —            | —            | —            | —            | —            | —            | —            | —            | —        |
| —    | Eslam Abouelwafa (EGY)           | A   | ritirato    | ritirato     | ritirato     | ritirato     | ritirato     | ritirato     | ritirato     | ritirato     | ritirato     | ritirato |